# La Ligne de démarcation
La Ligne de démarcation és una pel·lícula francesa de Claude Chabrol estrenada el 1966. Fou rodada a les localitats del Jura de Belmont, Chissey, Dola i Port-Lesney. El futur director Claude Zidi era ajudant de càmera en el rodatge de la pel·lícula.

## Argument

França tallada en quatre: zona lliure, zona ocupada, departaments annexats i Nord de França directament sota administració militar alemanya. La línia de demarcació separa la zona lliure i la zona ocupada

Durant la Segona Guerra Mundial, sota l'ocupació alemanya, la línia de demarcació talla el dos un poble del Jura. Un oficial de l'exèrcit francès, Pierre, Comte de Damville, presoner de guerra, alliberat pels alemanys torna a casa seva. Però el seu castell és utilitzat per l'ocupant com a seu de la Kommandantur local. Pierre es resigna a col·laborar amb els alemanys. Cosa que refusa valentament la seva dona, Mary, que s'uneix a la Resistència. Fins al dia que la Gestapo intervé a la regió a la recerca d'un aviador anglès i d'un agent de la França lliure.